# Jan de Wet
Jan de Wet (* 10. November 1927; † 13. Februar 2011) war ein namibisch-südafrikanischer Politiker und Landwirt.

## Politik
De Wet machte zunächst Politik in Südafrika, wo er von 1964 bis 1970 Abgeordneter des Nationalversammlung in Pretoria war. Er wurde dann Generalkommissar für Eingeborenenangelegenheiten. Dies Amt hatte er bis 1978 inne.
Nach der Turnhallenkonferenz wanderte De Wet 1978 nach Südwestafrika aus und schloss sich dort der weißen Politik der Action Christian National (ACN) an. Er war für die ACN ab 1985 in der Übergangsregierung der nationalen Einheit und dessen Vorsitzender von 1987 bis 1988. Anschließend war De Wet Mitglied der Verfassunggebenden Versammlung Namibias und nach der Unabhängigkeit Namibias bis 1994 Mitglied der Nationalversammlung.

## Landwirtschaft
De Wet arbeitete neben und nach seiner politischen Laufbahn auf seiner Farm bei Leonardville im Osten Namibias. Von 1994 bis 2004 war er Präsident des Landwirtschaftsverbandes Namibia Agricultural Union.